# Cyrus (film)
Cyrus – amerykański film z 2010 roku w reżyserii braci Jaya i Marka Duplass. W rolach głównych wystąpili Jonah Hill i Marisa Tomei.

## Opis fabuły
Jamie informuje swojego byłego męża Johna, że wychodzi za mąż. Mimo że są od siebie od siedmiu lat, ta wiadomość miażdży Johna, który już był w depresji. Następnej nocy na przyjęciu John upija się coraz bardziej, aż w końcu oddaje mocz w krzakach, gdzie Molly rozpoczyna rozmowę. Molly wraca do domu Johna, ale wychodzi w nocy, po tym, jak uprawiali seks. Molly wraca na kolację następnego wieczoru i ponownie wychodzi po seksie. John podąża za nią do jej domu i zasypia w swoim samochodzie. Następnego ranka podchodzi do domu i spotyka syna Molly, Cyrusa. Cyrus zaprasza Johna do środka i prowadzi z nim przyjacielską rozmowę. Molly jest zaskoczona widząc Johna w swoim domu, kiedy wraca, ale trio je razem kolację. Johna denerwuje nienaturalna intymność między Molly i Cyrusem.
Następnego ranka John nie może znaleźć swoich butów, które zostawił w salonie. W ciągu dnia coraz bardziej niepokoi go ich zniknięcie i zaczyna się martwić, że Cyrus z nim zadziera. Namawia Jamiego na spotkanie z Molly i Cyrusem, aby ocenić jego paranoję. Jamie uważa Cyrusa za słodkiego, choć trochę zbyt intymnego w stosunku do jego matki. Z ulgą John wraca na kolejną noc do domu Molly. Kiedy zaczynają uprawiać seks po raz pierwszy w jej domu, Cyrus krzyczy w swoim pokoju, a Molly biegnie, by go pocieszyć. Nie wraca do Johna, który wychodzi jej szukać w środku nocy. Spotyka Cyrusa trzymającego duży nóż kuchenny, rzekomo przygotowującego przekąskę. Cyrus mówi, że miał nocny terror i że Molly poszła spać. Następnie radzi Johnowi, aby wycofał się ze związku, ponieważ odstrasza Molly. John zostawia dla niej wiadomość i wraca do domu. Rano Cyrus siada Molly i mówi jej, że John wyznał mu, że jest zbyt silna. Kiedy naciska na Cyrusa, by uzyskać szczegóły, on wpada w furię i wybiega, sprawdzając przez okno, czy jest zdenerwowana. Kiedy Cyrus w końcu wraca do domu, wyjaśnia, że wynajął pokój i się wyprowadza. Po kilku szczęśliwych dniach spędzonych razem, John postanawia zamieszkać z Molly.
Pewnej nocy, gdy zaczynają uprawiać seks, Cyrus zaskakuje ich i mówi, że miał kolejny atak paniki i chce wrócić do domu. John konfrontuje się prywatnie z Cyrusem, a Cyrus przyznaje, że celowo sabotował ich związek. Wraca do domu, a John pozostaje wobec niego ostrożny. W noc przed ślubem Jamiego ostrzega Cyrusa, aby nie sprawiał kłopotów. Jednak na weselu Cyrus jest zraniony, gdy widzi, jak wydarzenie to wzbudza romantyczne uczucia między Johnem a jego matką. Pijany konfrontuje się z Johnem w łazience i atakuje go, krzycząc, że John nie odbierze mu matki. Gdy John się broni, wylewają się z łazienki na otwarty widok. Cyrus sprawia, że wygląda na to, że John go zaatakował. John radzi Molly, aby otworzyła oczy, i wściekły ucieka.
Później Molly wierzy w wyjaśnienia Johna, ale John nie będzie kontynuował związku, przekonany, że Cyrus go sabotuje i że za kilka lat zostanie sam. Wprowadza się do taniego mieszkania. Molly rozmawia z Cyrusem o jego zachowaniu i opisuje, jak niezdrowa stała się ich intymność. W następnych dniach Molly jest przygnębiona z powodu nieobecności Johna i zakończenia związku. Cyrus, zdając sobie sprawę, ile John znaczył dla Molly, ponownie rozważa swoją pozycję i odwiedza Johna, błagając go o powrót. John odmawia powrotu i krzyczy na niego o jego zachowaniu. John otwiera drzwi i widzi płaczącego Cyrusa, i godzą się. John zabiera Cyrusa do domu i postanawia kontynuować związek z Molly.

## Obsada
- John C. Reilly jako John
- Jonah Hill jako Cyrus
- Marisa Tomei jako Molly
- Catherine Keener jako Jamie
- Matt Walsh jako Tim

## Nagrody i nominacje
Nagroda Satelita 2010
- nominacja: najlepszy film komediowy lub musical
- nominacja: najlepszy aktor w komedii lub musicalu − John C. Reilly
- nominacja: najlepsza aktorka w komedii lub musicalu − Marisa Tomei

Independent Spirit Awards 2010
- nominacja: najlepsza główna rola męska − John C. Reilly